# 東京科学大学病院

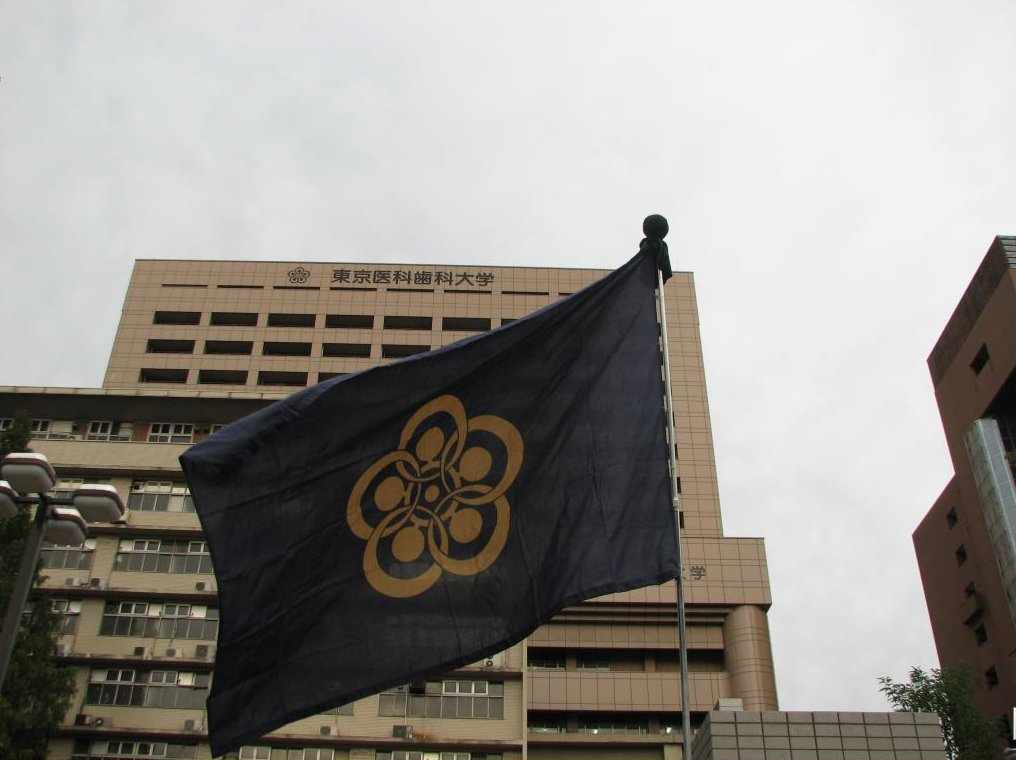
東京医科歯科大学

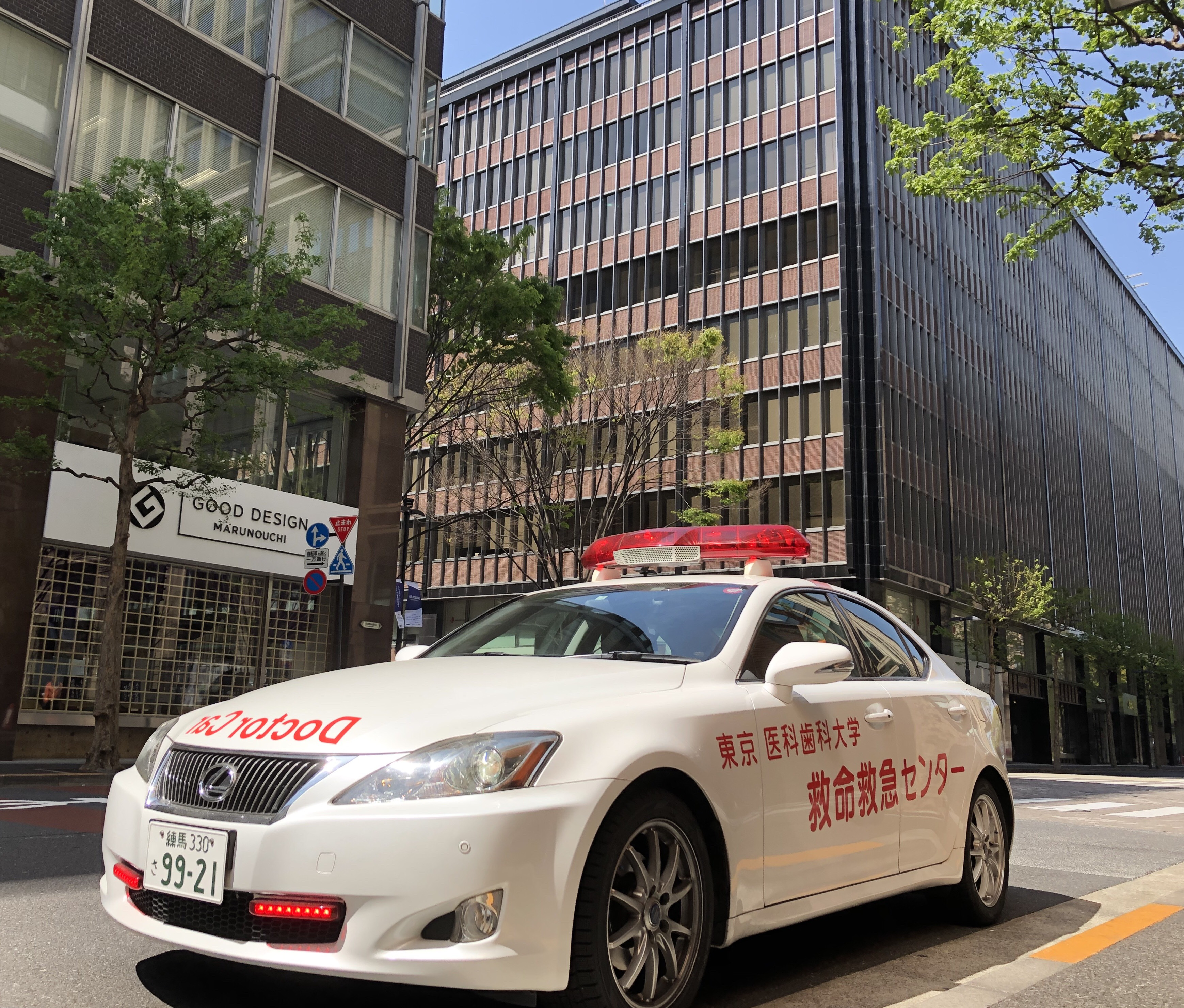
救命救急センタードクターカー

東京科学大学病院（とうきょうかがくだいがくびょういん）は、東京都文京区湯島一丁目にある医療機関。国立大学法人東京科学大学設置の大学病院である。2021年9月末までは、東京医科歯科大学医学部附属病院と東京医科歯科大学歯学部附属病院の2つの病院であったが、2021年10月より、統合の上、東京医科歯科大学病院となった。その後、東京医科歯科大学と東京工業大学の統合により現在の東京科学大学病院、Institute of Science Tokyo Hospital（略称は科学大病院、Science Tokyo Hospital）となった。

## 概要
医歯総合を目標にした臨床研究などが盛んに行われている都内唯一の国立大学病院である。医科（医系診療部門、旧医学部附属病院）では、難治性疾患（広い意味での難病、特に悪性腫瘍、神経難病、循環器疾患、自己免疫疾患、アレルギー疾患遺伝性疾患、生活習慣病）の診断・治療を得意とし、新たな治療法の開発などにも取り組んでいる。
歯科（歯系診療部門、旧歯学部附属病院）は、2014年の外来患者が447,403名、入院患者17,550名と、全国の歯学部病院の中で最も患者数が多かった。

### データ
出典

#### 旧医学部附属病院
- 許可病床数 753床
- 職員数 2,116人（常勤職員数 1,562人、非常勤職員数 554人）（2020年6月1日現在）
  - 医師 679人（常勤職員数 299人、非常勤職員数 380人）
  - 看護職員 898人（常勤職員数 803人、非常勤職員数 95人）
  - 専門職 325人（常勤職員数 299人、非常勤職員数 26人）
  - 事務職員 214人（常勤職員数 161人、非常勤職員数 53人）

#### 旧歯学部附属病院
- 許可病床数 60床
- 職員数 517人（常勤職員数 298人、非常勤職員数 219人）（2020年6月1日現在）
  - 歯科医師 311人（常勤職員数 120人、非常勤職員数 191人）
  - 看護職員 65人 （常勤職員数 64人、非常勤職員数 1人）
  - 専門職 84人 （常勤職員数 80人、非常勤職員数 4人）
  - 事務職員 57人 （常勤職員数 34人、非常勤職員数 23人）

## 沿革
- 1928年10月12日 - 東京高等歯科医学校附属医院として設置
- 1944年4月1日 - 医学科設置に伴い、東京医学歯学専門学校歯科附属医院と改称
- 1946年8月27日 - 東京医科歯科大学医学部附属医院、東京医科歯科大学歯学部附属医院に改称
- 1949年6月1日 - 東京医科歯科大学医学部附属病院、東京医科歯科大学歯学部附属病院と改称
- 2021年10月1日 - 東京医科歯科大学医学部附属病院と東京医科歯科大学歯学部附属病院が統合し、東京医科歯科大学病院となる[3]
- 2024年10月1日 - 東京医科歯科大学と東京工業大学の統合により、東京科学大学病院となる

## 診療科

### 医科（医系診療部門）

#### 内科系診療部門
- 血液内科
- 膠原病・リウマチ内科
- 糖尿病・内分泌・代謝内科
- 腎臓内科
- 総合診療科
- 消化器内科
- 循環器内科
- 呼吸器内科
- 緩和ケア科
- 遺伝子診療科
- 長寿・健康医療推進科
- がんゲノム診療科

#### 外科系診療部門
- 食道外科
- 胃外科
- 大腸・肛門外科
- 消化器化学療法外科
- 乳腺外科
- 小児外科
- 末梢血管外科
- 肝胆膵外科
- 呼吸器外科
- 頭頸部外科
- 救急科
- 泌尿器科
- 病理診断科
- 心臓血管外科

#### 感覚・皮膚・運動機能診療部門
- 眼科
- 耳鼻咽喉科
- 皮膚科
- 形成・美容外科
- 整形外科
- リハビリテーション科

#### 小児・周産・女性診療部門
- 小児科
- 周産・女性診療科

#### 脳・神経・精神診療部門
- 脳神経外科
- 神経内科
- 血管内治療科
- 精神科
- 心身医療科
- 麻酔・蘇生・ペインクリニック科

#### 放射線診療部門
- 放射線診断科
- 放射線治療科

### 歯科（歯系診療部門）

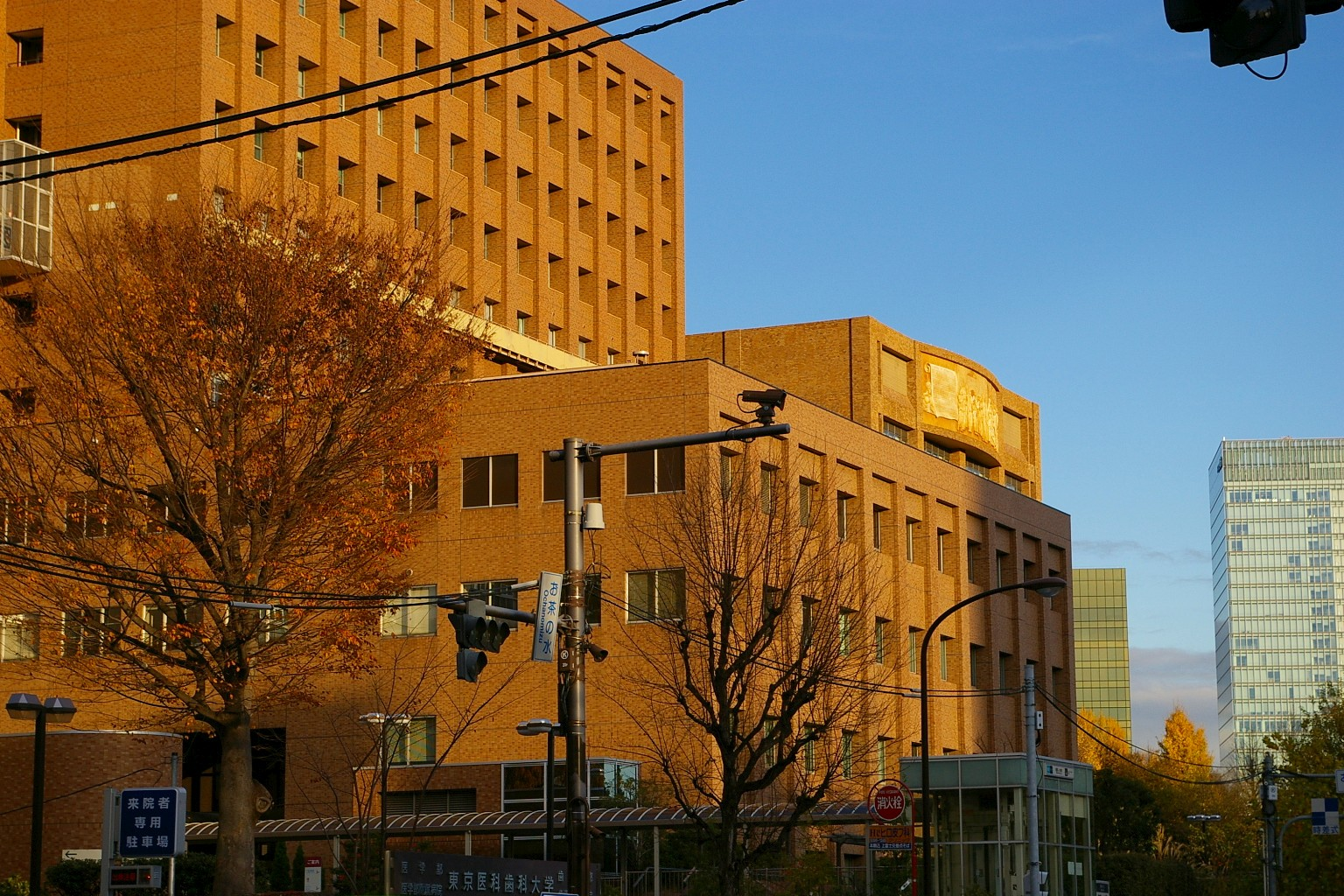
歯科外来事務棟

#### 育成系診療科
- 矯正歯科外来
- 小児歯科外来

#### 維持系診療科
- むし歯外来
- 歯周病外来
- ペインクリニック
- 頭頸部心療外来
- 顎関節治療部

#### 回復系診療科
- 口腔外科外来
- 顎顔面外科外来
- 義歯外来
- 顎義歯外来
- スポーツ歯科外来
- 言語治療外来
- インプラント外来

#### 総合診療科

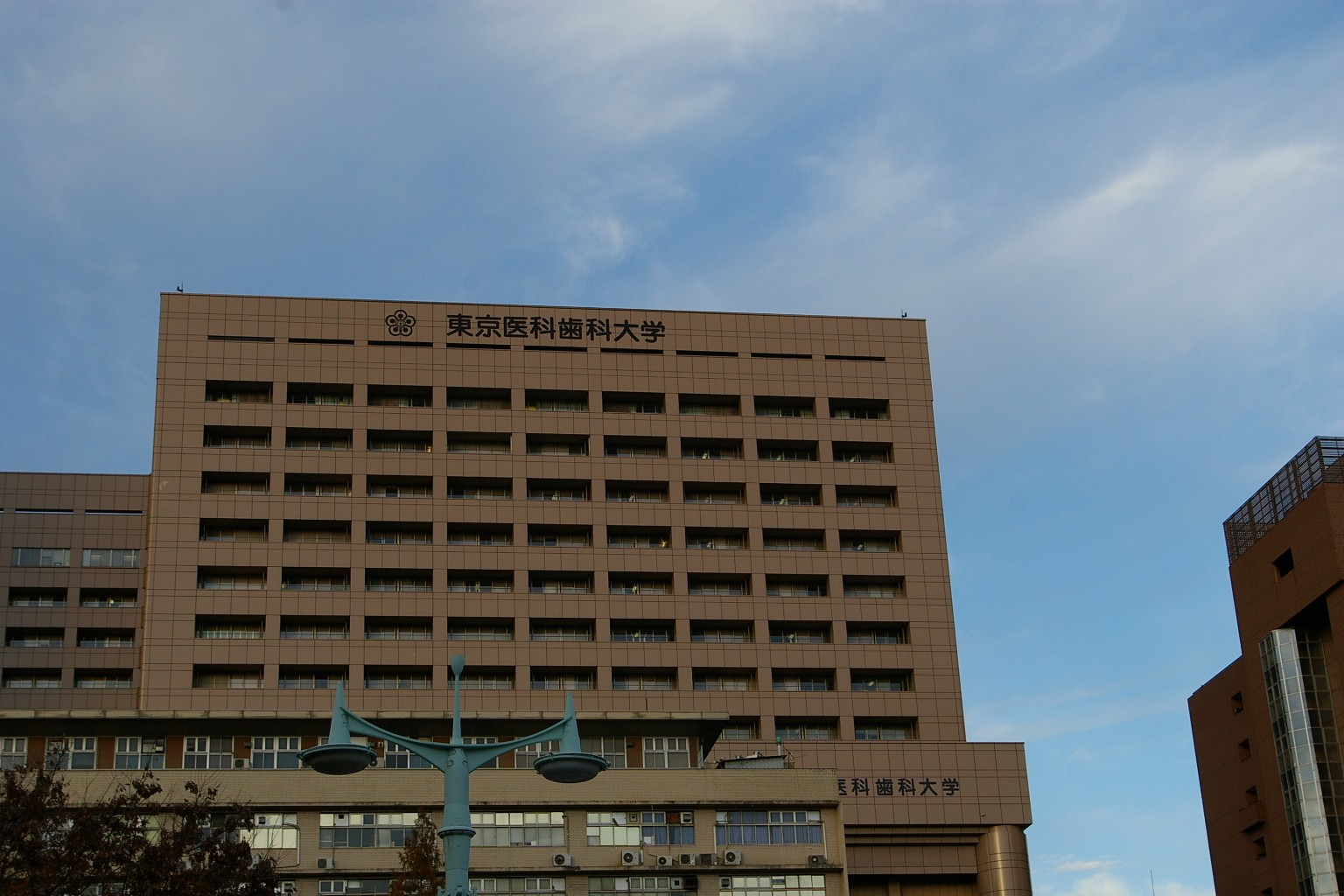
医科新棟A
(臨床施設)

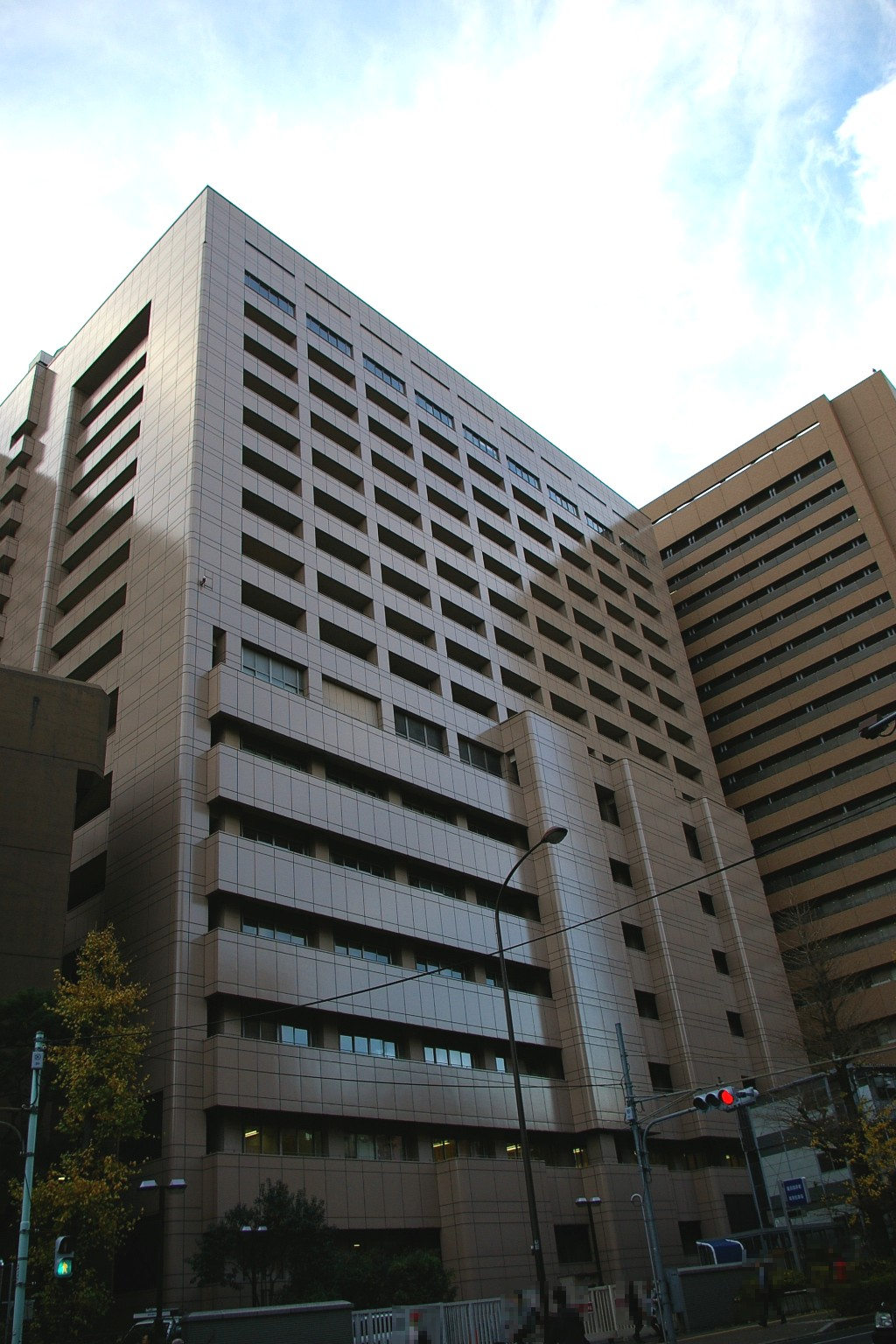
医科新棟B

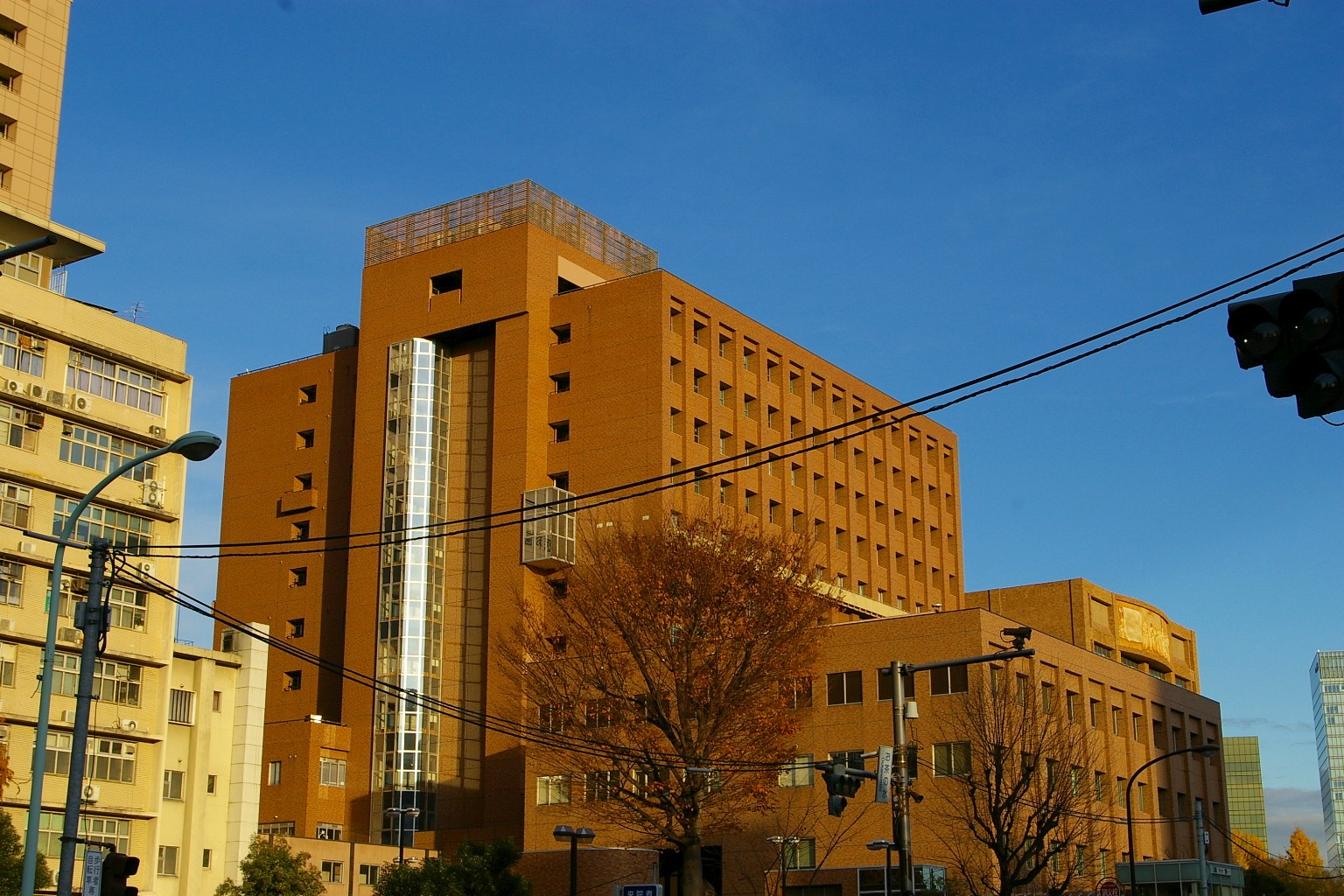
歯学棟

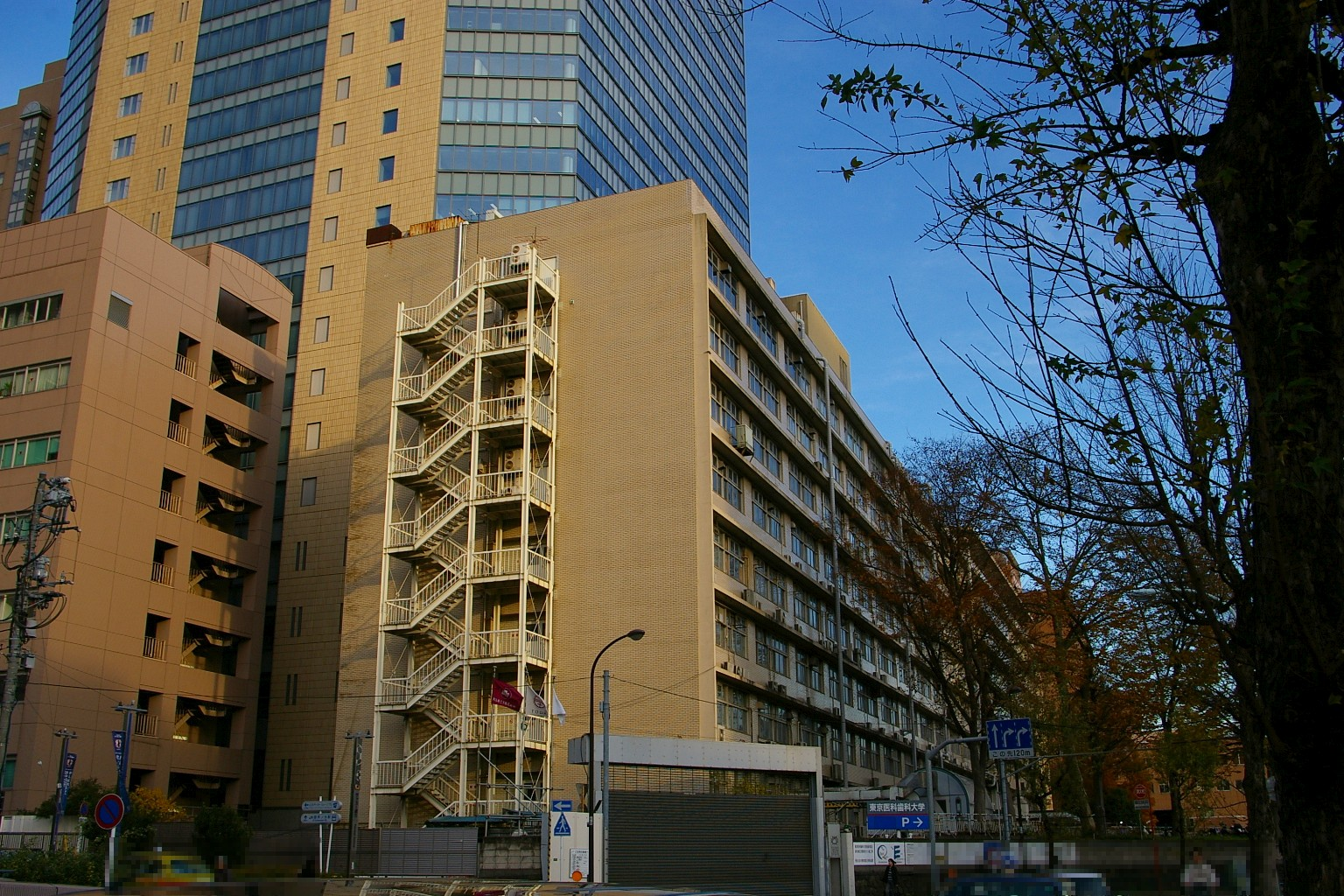
3号棟

- 歯科総合診療部
- いびき無呼吸歯科外来
- 歯科麻酔外来
- 歯科放射線外来
- スペシャルケア外来(障害者・高齢者)
- 摂食リハビリテーション外来
- 息さわやか外来
- クリーンルーム歯科外来
- 口腔ケア外来
- 歯科アレルギー外来

## 指定施設

### 医科（医系診療部門）
（下表の出典）
| 保険医療機関                                                           | 母体保護法指定医の配置されている医療機関                                   |
| 労災保険指定医療機関                                                   | 特定機能病院                                                               |
| 指定自立支援医療機関（更生医療）                                       | 災害拠点病院（地域）                                                       |
| 指定自立支援医療機関（育成医療）                                       | 救命救急センター                                                           |
| 指定自立支援医療機関（精神通院医療）                                   | 臨床研修病院                                                               |
| 身体障害者福祉法指定医の配置されている医療機関                         | 特定行為研修指定研修機関                                                   |
| 精神保健及び精神障害者福祉に関する法律基づく指定病院・応急入院指定病院 | がん診療連携拠点病院（地域がん診療連携拠点病院）                           |
| 精神保健指定医の配置されている医療機関                                 | がんゲノム医療中核拠点病院等                                               |
| 生活保護法指定医療機関                                                 | エイズ治療拠点病院                                                         |
| 指定養育医療機関                                                       | 特定疾患治療研究事業委託医療機関                                           |
| 指定小児慢性特定疾病医療機関                                           | DPC対象病院                                                                |
| 難病の患者に対する医療等に関する法律に基づく指定医療機関               | 地域周産期母子医療センター                                                 |
| 戦傷病者特別援護法指定医療機関                                         | 都道府県アレルギー疾患拠点病院（一般型）                                   |
| 原子爆弾被害者一般疾病医療取扱医療機関                                 | 難病の患者に対する医療等に関する法律に基づく指定医の配置されている医療機関 |
| 公害医療機関                                                           |                                                                            |

- 救急告示病院（二次救急）[8]・救命救急センター（三次救急）[9]
- 公益財団法人日本医療機能評価機構認定病院[10]
- このほか、各種法令による指定・認定病院であるとともに、各学会の認定施設でもある。

### 歯科（歯系診療部門）
- 保険医療機関
- 労災保険指定医療機関
- 更生医療指定医療機関
- 育成医療指定医療機関
- 措置医療指定医療機関
- 生活保護法指定医療機関
- 原子爆弾被害者一般疾病医療取扱医療機関
- 臨床研修指定病院
- 外国医師臨床修練指定病院
- 特定疾患治療研究事業委託医療機関
- 小児慢性特定疾患治療研究事業委託医療機関

## 専門医療

### 医科（医系診療部門）
- 活性化リンパ球輸注による難治性重症感染症の治療
- 悪性腫瘍の治療
- 末梢血幹細胞による末梢循環障害の治療
- 骨髄細胞移植
- 各臓器の腫瘍に対する内視鏡手術
- 鏡視下手術
- 冠動脈疾患に対するオフポンプ低侵襲手術
- 脳血管障害の血管内手術
- 抗サイトカイン抗体による治療
- 心筋症
- 膠原病
- アレルギー疾患の遺伝子/核酸治療

### 歯科（歯系診療部門）
- インプラント義歯
- 顎顔面補綴
- X線CT画像診断に基づく手術用顕微鏡を用いた歯根端切除手術
- 歯周外科治療におけるバイオ・リジェネレーション法[11]

## 交通アクセス
- 東京メトロ丸ノ内線「御茶ノ水駅」より徒歩1分[12]
- JR中央線、JR総武線「御茶ノ水駅」より徒歩約5分[12]
- 東京メトロ千代田線「新御茶ノ水駅」より徒歩約5分[12]
- 都営バス東43系統「御茶ノ水駅前」停留所下車[12]
- 都営バス茶51系統「御茶ノ水駅前」停留所下車[12]